# 花寨乡
花寨乡，是中华人民共和国甘肃省张掖市甘州区下辖的一个乡镇级行政单位。

## 行政区划
花寨乡下辖以下地区：
花寨村、余家城村、滚家庄村、新城村、滚家城村、柏杨树村和西阳村。